# Stella octangula
In geometria solida la stella octangula (anche stella ottangola in italiano) oppure ottaedro stellato o "composto (regolare) di due tetraedri" è uno dei cinque composti poliedrici regolari. Essa è l'unica possibile stellazione dell'ottaedro ed è formata da due identici tetraedri regolari disposti simmetricamente rispetto al comune baricentro.

## Nucleo e inviluppo convesso

Nucleo ottaedrico

Inviluppo cubico

L'intersezione dei due tetraedri, o nucleo del composto, è un ottaedro regolare le cui facce giacciono sulle otto facce dei due tetraedri. Da ciò si deduce facilmente come la forma di una stella octangula si possa ottenere dall'unione di un ottaedro con otto tetraedri apposti sulle sue facce.
La chiusura convessa della stella octangula, ovvero il più piccolo poliedro convesso che la contiene, è un cubo i cui otto vertici, alternati, sono i vertici dei due tetraedri; inoltre le diagonali delle facce del cubo corrispondono agli spigoli della stella octangula.

## Proprietà
La stella octangula è un composto regolare autoduale: ovvero è il duale di sé stessa.
Il gruppo delle simmetrie della stella octangula possiede 48 elementi, si tratta cioè del gruppo ottaedrale completo {\displaystyle O_{h}} isomorfo a {\displaystyle S_{4}}×{\displaystyle 2}, caratteristico del cubo e dell'ottaedro.

## Altri solidi correlati
Tenendo conto della sola superficie esterna – escludendo cioè le intersezioni interne tra le facce dei due tetraedri – la stella octangula appare come un poliedro concavo con 24 facce triangolari equilatere. Tale solido è identico (nell'aspetto esteriore) alla stella octangula, ma è privo del nucleo e non è regolare: matematicamente si tratta quindi di un oggetto distinto. Lo si può chiamare usando la terminologia dei solidi di Johnson "ottaedro aumentato", cioè un ottaedro sulle cui facce vengono innalzate piramidi triangolari.

Esistono infiniti esempi di composti di due tetraedri, tra questi la stella octangula è l'unico regolare. Condizione necessaria – ma non sufficiente – affinché un composto sia regolare è che i poliedri che lo compongono siano essi stessi regolari. 

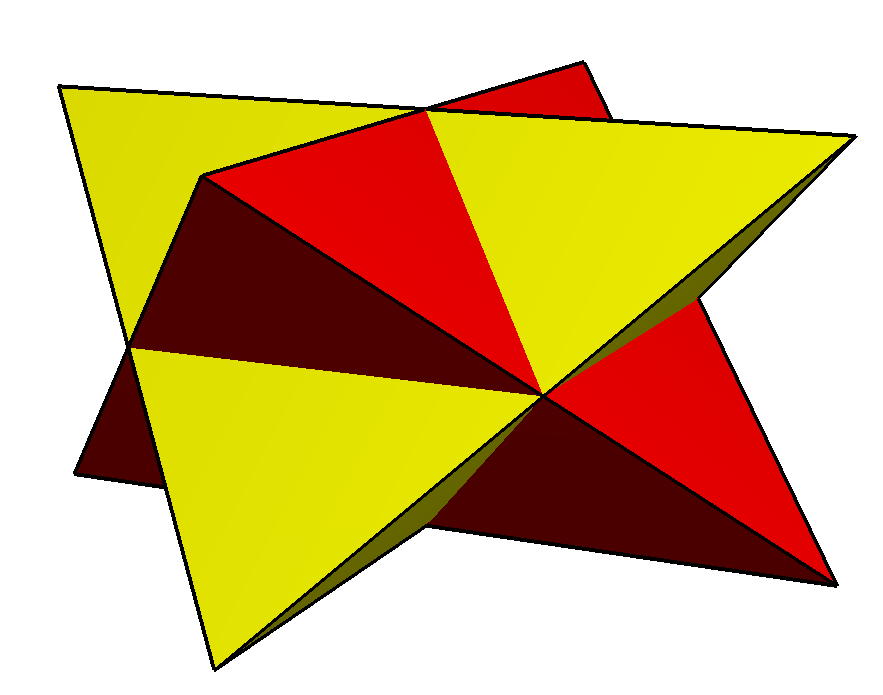
"Stella ottangola schiacciata" composta da due disfenoidi
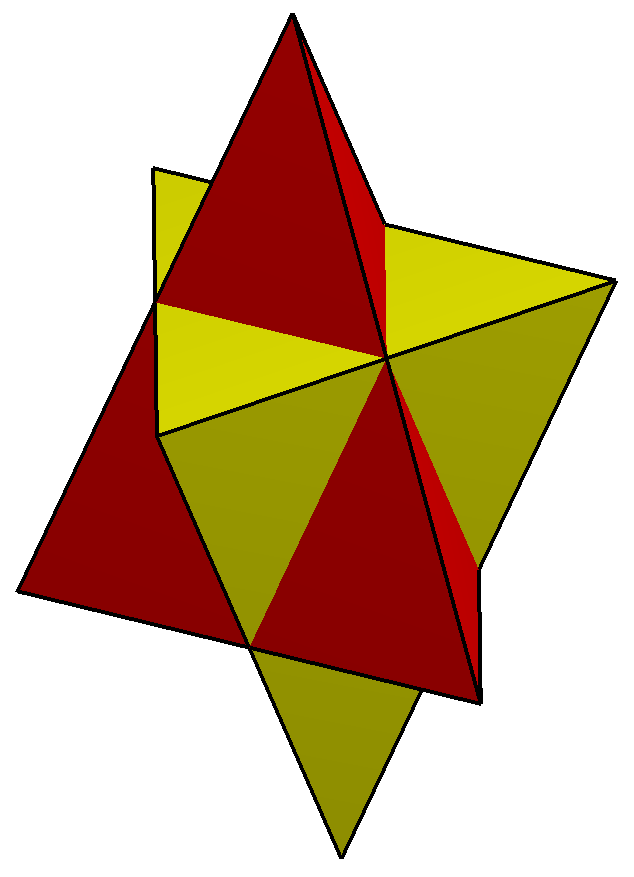
"Stella ottangola allungata" composta da due piramidi triangolari
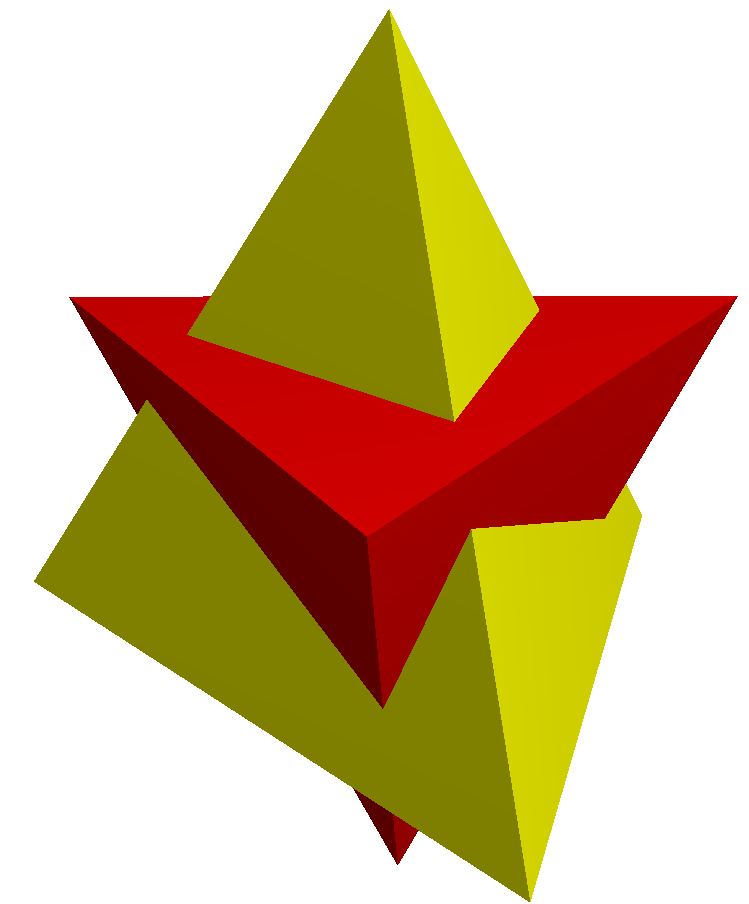
Un generico composto di due tetraedri
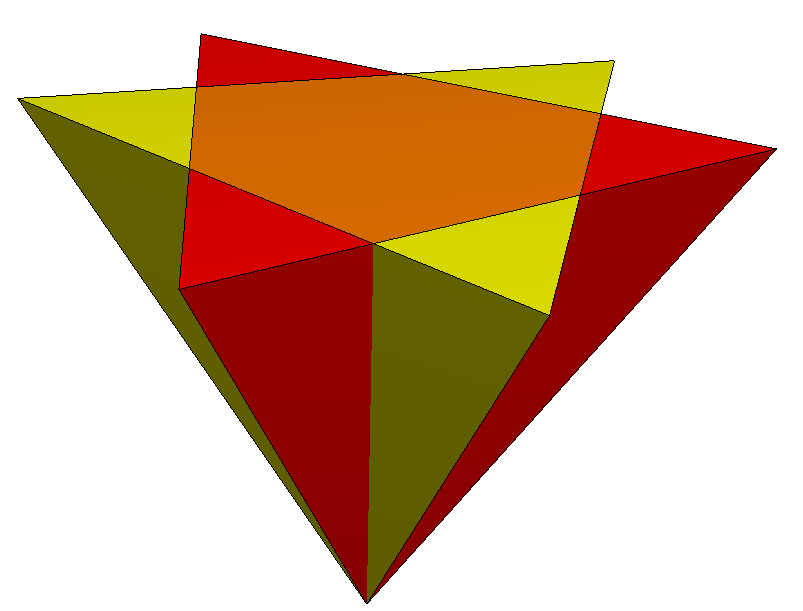
Composto di due tetraedri regolari con un vertice in comune

## Arte e storia

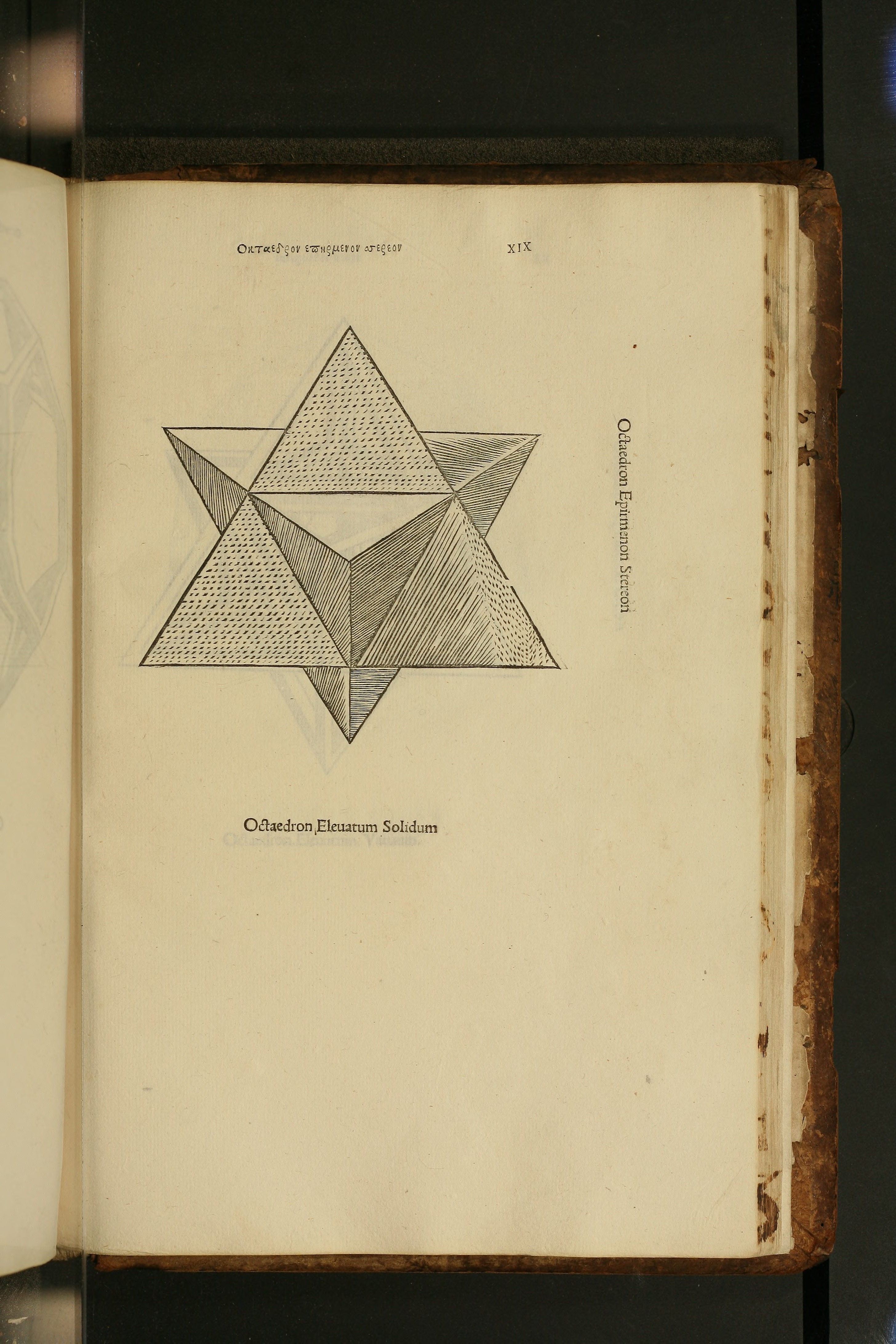
Loctocedron elevatus solidus nel De divina proportione

I primi studi geometrici sulla stella octangula sono attribuiti a Keplero che nel 1619 la trattò nel suo libro Harmonices Mundi, insieme ad altri più noti poliedri stellati, conferendole il nome attualmente in uso. Tuttavia era già stata disegnata da Leonardo da Vinci nel 1509 in una delle illustrazioni per il De divina proportione (di Luca Pacioli). In questo contesto la stella octangula comparve con il nome di "octocedron elevatus", ossia con un'accezione analoga a quella di "ottaedro aumentato" descritta nel paragrafo precedente.
Una struttura a forma di stella octangula è il soggetto centrale di Planetoide doppio, una litografia di Escher del 1949. Un'altra rappresentazione del solido si trova, insieme a svariati altri poliedri semplici e composti, in una litografia del 1984 intitolata Stelle (dello stesso autore).
Una stella octangula dorata decora la guglia del campanile del duomo di Venzone, in provincia di Udine. Un'altra in pietra si trova invece su una balaustra dell'abbazia di Jovilliers a Stainville, nella Francia settentrionale.